# Pennone (stendardo)

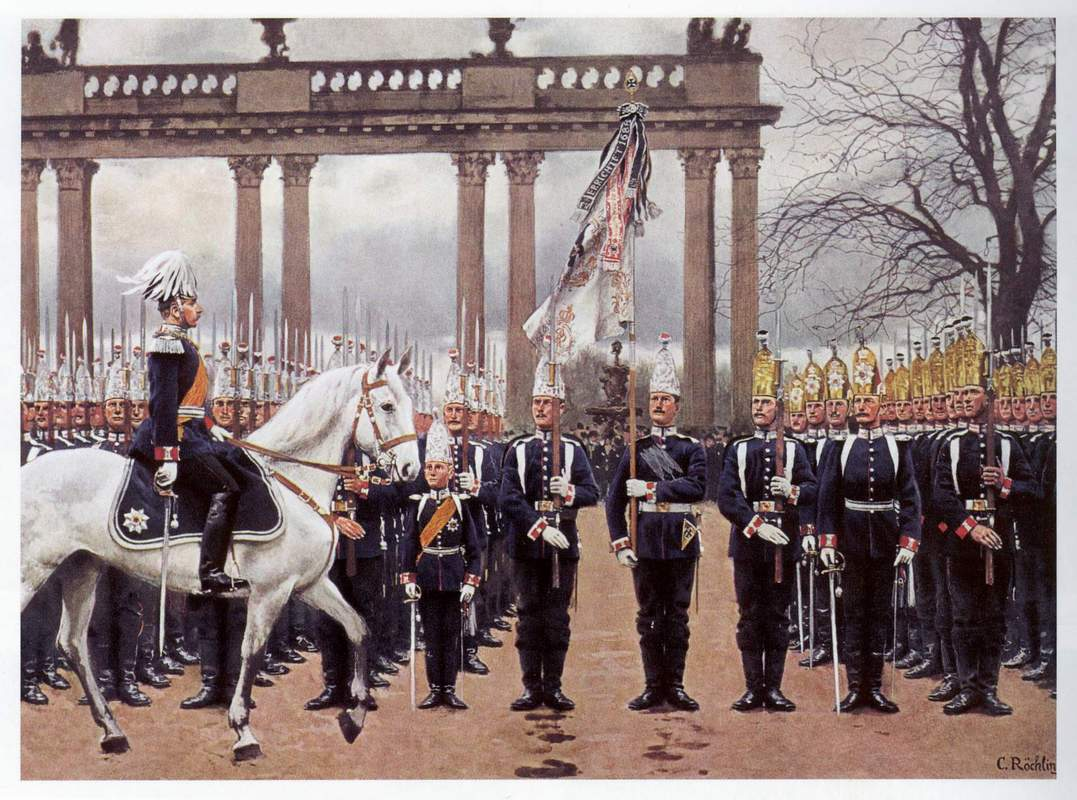
L'imperatore Guglielmo II passa in rivista il 1. Garde-Division nel Lustgarten (Dipinto di Carl Röchling, 1894); sono visibili pennoni attaccati alla bandiera nel centro.

Il pennone (diminutivo: pennoncèllo) è una bandiera lunga e stretta utilizzata come stendardo dalle milizie a cavallo  fin dall'antichità.

## Nell'antichità e nel medioevo

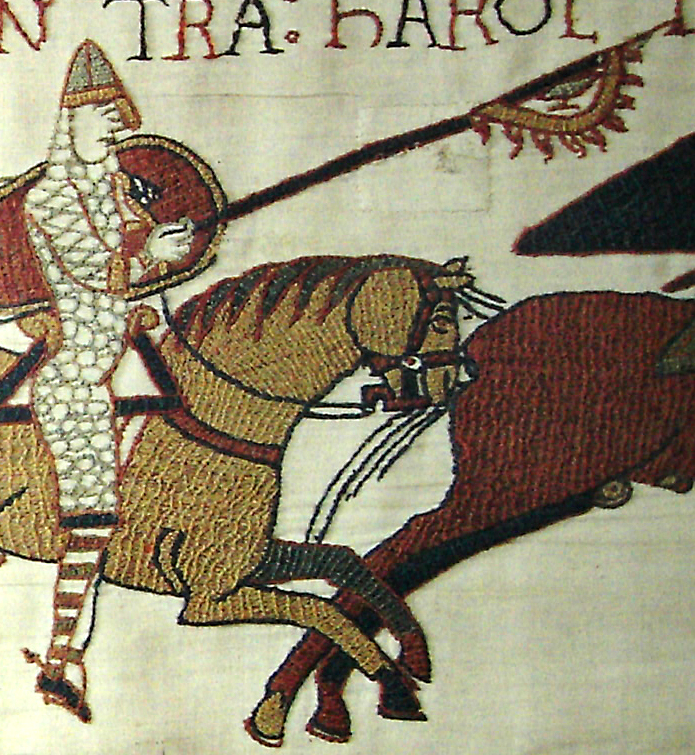
Dettaglio dell'arazzo di Bayeux rappresentante il pennone da guerra
(guþfana genumen) norreno, ora noto come stendardo del corvo.

Nel IX secolo un pennone detto il Corvo (ora noto come stendardo del corvo) era il segno distintivo della Grande armata danese:
("Chronicum saxonicum", Versione B: Cronaca di Abingdon I, 879, (British Museum, Cotton MS. Tiberius A vi))

## Utilizzi moderni
Le forze armate di varie nazioni, come Germania, Stati Uniti, ex Unione Sovietica e storicamente, quelle di Prussia e 
Austria-Ungheria, hanno adottato pennoni "di campagna" quali decorazioni per le bandiere delle unità militari, conferite in riconoscimento di una specifica impresa o per commemorare un avvenimento.
Attaccato sotto il puntale della bandiera, il pennone consiste spesso in un nastro recante il nome e la data che indicano la partecipazione ad una specifica battaglia, campagna militare, o teatro di guerra.
I colori del pennone spesso rispecchiano quelli del nastro della corrispondente medaglia commemorativa.
Esistono pennoni di gala o da parata che non rappresentano un'onorificenza. 
I pennoni non vanno confusi con le nappe, che di solito hanno natura puramente decorativa.

### Campaign streamerstatunitense
Negli Stati Uniti i campaign streamers (pennoni di campagna) furono istituiti nel 1928 dallo United States Army, nel 1939 dallo United States Marine Corps, nel 1956 dalle United States Air Force, nel 1968 dalla United States Coast Guard e infine dalla United States Navy nel 1971. 
Questi pennoni sono utilizzati sulle bandiere che rappresentano le unità, a partire da battaglione fino a quella dell'arma.
Generalmente gli streamers sono lunghi 91 centimetri e larghi 7.
Quando viene istituita una medaglia per una specifica guerra o servizio, i colori ed il disegno del relativo streamer sono gli stessi del nastro della medaglia, i conflitti e le operazioni per i quali non sono state istituite medaglie hanno streamers appositamente disegnati.